# Плющ Ганна Василівна
Ганна Василівна Плющ (1908, село Мала Дівиця, тепер смт Прилуцького району Чернігівської області — ?) — українська радянська діячка, ланкова колгоспу імені Чапаєва селища Мала Дівиця Прилуцького району Чернігівської області. Герой Соціалістичної Праці (12.03.1949). Депутат Верховної Ради УРСР 4—6-го скликань. 

## Біографія
Народилася у бідній селянській родині. З дванадцятирічного віку наймитувала. У 1927 році закінчила сільську школу.
З 1929 року — колгоспниця колгоспу села Мала Дівиця Мало-Дівицького району Чернігівщини. Очолювала хату-лабораторію місцевого колгоспу.
У 1944—1947 роках — бригадир садово-городної бригади колгоспу імені Чапаєва села Мала Дівиця Мало-Дівицького району Чернігівської області.
З 1947 року — ланкова колгоспу імені Чапаєва селища Мала Дівиця Мало-Дівицького (потім — Прилуцького) району Чернігівської області. У 1948 році її ланка зібрала по 5,2 цнт насіння конюшини з гектара на площі 5 гектарів однолітніх посівів, а Ганні Плющ було присвоєно звання Героя Соціалістичної Праці.
Ланка Ганни Плющ однією з перших завоювала звання колективу комуністичної праці. Вона вирощувала в середньому у 1959—1965 роках по 90—100 цнт зерна кукурудзи, по 500—600 цнт цукрових буряків, по 300—350 цнт овочів з гектара.
У 1957 році закінчила агрономічні курси.
З середини 1970-х років — на пенсії у смт. Мала-Дівиця Прилуцького району Чернігівської області.

## Нагороди
- Герой Соціалістичної Праці (12.03.1949)
- орден Леніна (12.03.1949)
- орден Жовтневої Революції (8.04.1971)
- орден Трудового Червоного Прапора (31.12.1965)
- медалі